# جيري دوناهو
جيري دوناهو (بالإنجليزية: Jerry Donahue)‏ هو عازف قيثارة ومنتج أسطوانات وموسيقي أمريكي، ولد في 24 سبتمبر 1946 في مانهاتن في الولايات المتحدة.

## وصلات خارجية
- جيري دوناهو على موقع IMDb (الإنجليزية)
- جيري دوناهو على موقع ميوزك برينز (الإنجليزية)
- جيري دوناهو على موقع أول ميوزيك (الإنجليزية)
- جيري دوناهو على موقع ديسكوغز (الإنجليزية)